# بيلي ريان
بيلي ريان (بالإنجليزية: Billy Ryan)‏ هو لاعب كرة قاعدة أمريكي، ولد في 21 أبريل 1887، وتوفي في 20 ديسمبر 1951.